# 山田昭全
山田 昭全（やまだ しょうぜん、1929年9月5日 - 2014年10月7日）は、国文学者、仏教学者、大正大学・埼玉学園大学名誉教授。　
1951年大正大学文学部除籍。1959年大正大学大学院文学研究科単位取得満期退学。大正大学助教授、教授、1987年「西行における釈教歌の研究」で大正大文学博士。2000年定年退任、名誉教授、埼玉学園大学教授・人間学部長、2007年退職、名誉教授。

## 著書
- 平家物語の人びと 新人物往来社 1972
- 西行の和歌と仏教 明治書院 1987.5
- 文覚 吉川弘文館「人物叢書」 2010.3 オンデマンド版　2024．10　ISBN　9784642752565
- 山田昭全著作集 全8巻 おうふう 2012-2015

### 編著・校註など
- 雑談集 無住 三木紀人と校注 三弥井書店 1973 (中世の文学)
- 年表資料中世文学史 藤平春男、井上宗雄共編 笠間書院 1973
- 大乗仏典 第25巻 無住・虎関 三木紀人共訳 中央公論社 1989.12
- 新日本古典文学大系 40 宝物集  小泉弘と校注 岩波書店 1993.11
- 仏教文学講座 第2、8、9巻 伊藤博之、今成元昭共編 勉誠社 1994-1995
- 宝物集 平康頼 おうふう 1995.4
- 貞慶講式集 清水宥聖共編 山喜房佛書林 2000.8 (大正大学綜合佛教研究所研究叢書)

### 論文
- CiNii>山田昭全
- INBUDS>山田昭全

### 記念論集
- 中世文学の展開と仏教 おうふう 2000.10